# 18745 San Pedro
18745 San Pedro (1999 BJ14) là một tiểu hành tinh vành đai chính được phát hiện ngày 23 tháng 1 năm 1999 bởi Khảo sát tiểu hành tinh OCA-DLR ở Caussols.